# Абага (Олёкминский район)
Абага (якут. Абаҕа) — село в Олёкминском районе Республики Саха (Якутия) России. Административный центр Абагинского наслега.

## География
Село находится в юго-западной части Якутии, в пределах левобережной части долины реки Лены, на расстоянии примерно 19 км (по прямой) к западу-юго-западу (WSW) от города Олёкминска, административного центра района. Абсолютная высота — 136 м над уровнем моря.
Климат
Климат характеризуется как резко континентальный. Средняя температура воздуха самого тёплого месяца (июля) составляет 18 °C; самого холодного (января) — −30 − −35 °C. Среднегодовое количество атмосферных осадков составляет 200—300 мм.
Часовой пояс
Село Абага находится в часовой зоне МСК+6. Смещение применяемого времени относительно UTC составляет +9:00.

## Население
| 1989 | 2002 | 2010 | 2021 |
| ---- | ---- | ---- | ---- |
| 700  | ↘577 | ↗761 | ↘553 |

Половой состав
По данным Всероссийской переписи населения 2010 года в гендерной структуре населения мужчины составляли 47,2 %, женщины — соответственно 52,8 %.
Национальный состав
Согласно результатам переписи 2002 года, в национальной структуре населения якуты составляли 97 %.

## Улицы
| - ул. 1-я, - ул. 2-я, - ул. 3-я, - ул. 4-я, - ул. 5-я, | - ул. 8-я, - ул. А.Г. Кудрина-Абагинского, - ул. Бордонская, - ул. Заречная, - ул. И.Н. Кульбертинова, | - ул. М.Д. Нартаховой, - ул. Мелиораторов, - ул. Механизаторов, - ул. Новая, - ул. Школьная. |